# 尹池蓮
尹池蓮或譯尹志蓮（韓語：윤지련，1972年－），韓國電視劇編劇。

## 簡歷
2003年於MBC以劇作《獬豸之角》於MBC最佳劇場劇本徵集當選而成為編劇出道，其後於2009年執筆被譽為韓流電視劇史上的重要作品《花樣男子》，該劇在韓國國內獲得平均超過30%的極高收視率。她在2014年寫畢《天使之眼》後，因發生世越號沉没事故等令人惋惜的死亡事件而停止執筆，開始思考大眾的感情。期間，她閱讀了由遺物整理師金新星作家執筆的隨筆《離開後留下的東西》，對遺物整理師職業產生好奇，因此於2015年下旬開始接觸出版社，並於翌年起開始構思劇情，2018年方獲正式劇集計劃及執筆。之後，她詳細採訪遺物整理師的工作情況及到訪遺物整理現場，亦了解了日本和美國的事例。
2018年冬，她塑造了《Move to Heaven：我是遺物整理師》中，韓可魯和曹尚久兩個獨特的主角，開始構思及編寫該劇的劇本，該劇從執筆、拍攝結束到播出用了超過3年的時間。劇集播出後，該劇佔據韓國Netflix瀏覽量最多的節目首位，亦在東亞及東南亞多地引起了熱議。

## 作品

### 電視劇
- 2006年：KBS《1年10班》
- 2009年：KBS《花樣男子》
- 2012年：TV朝鮮《求婚大作戰》
- 2014年：SBS《天使之眼》
- 2021年：Netflix《Move to Heaven：我是遺物整理師》

## 外部連結
- NAVER搜索